# Hieracium mesopoliotrichum
Hieracium mesopoliotrichum es una especie de planta con flor del género Hieracium, de la familia Asteraceae, orden Asterales.

## Distribución
Hieracium mesopoliotrichum se distribuye por Suecia.

## Taxonomía
Fue descrita científicamente por Ohlsen.